# SELENOM
SELENOM (англ. Selenoprotein M) – білок, який кодується однойменним геном, розташованим у людей на довгому плечі 22-ї хромосоми. Довжина поліпептидного ланцюга білка становить 145 амінокислот, а молекулярна маса — 16 232.
| 10         |  | 20         |  | 30         |  | 40         |  | 50         |
| ---------- |  | ---------- |  | ---------- |  | ---------- |  | ---------- |
| MSLLLPPLAL |  | LLLLAALVAP |  | ATAATAYRPD |  | WNRLSGLTRA |  | RVETCGGQL  |
| NRLKEVKAFV |  | TQDIPFYHNL |  | VMKHLPGADP |  | ELVLLGRRYE |  | ELERIPLSEM |
| TREEINALVQ |  | ELGFYRKAAP |  | DAQVPPEYVW |  | APAKPPEETS |  | DHADL      |

A: Аланін

C: Цистеїн

D: Аспарагінова кислота

E: Глутамінова кислота

F: Фенілаланін

G: Гліцин

H: Гістидин

I: Ізолейцин

K: Лізин

L: Лейцин

M: Метіонін

N: Аспарагін

P: Пролін

Q: UГлутамін

Q: Глутамін

R: Аргінін

S: Серин

T: Треонін

V: Валін

W: Триптофан

Локалізований у цитоплазмі, ендоплазматичному ретикулумі, апараті гольджі.